# Bedřichov (Světlík)
Bedřichov (německy Friedrichsau) je zaniklá ves, na území obce Světlík v okrese Český Krumlov. Součástí Bedřichova byla i odlehlá samota Teufel im Walde a samota Bocksberg.

## Historie
Ves byla založena v 19. století. V roce 1930 zde stálo 36 domů a žilo zde 241 obyvatel. Ves zanikla v 50. letech 20. století.